# Kanton Lusignan
Lusignan is een kanton van het departement Vienne in Frankrijk. Het kanton maakt deel uit van de arrondissementen Montmorillon (6) en Poitiers(9).

## Gemeenten
Het kanton Lusignan omvatte tot 2014 de volgende 9 gemeenten:
- Celle-Lévescault
- Cloué
- Coulombiers
- Curzay-sur-Vonne
- Jazeneuil
- Lusignan (hoofdplaats)
- Rouillé
- Saint-Sauvant
- Sanxay

Na de herindeling van de kanttons bij decreet van 26 februari 2014 met uitwerking op 22 maart 2015 omvatte het kanton 19 gemeenten.
Op 1 januari 2019 werden de gemeenten  Couhé, Ceaux-en-Couhé, Châtillon, Payré en Vaux samengevoegd tot de fusiegemeente (commune nouvelle) Valence-en-Poitou.
Sindsdien omvat het kanton volgende gemeenten:                                                                                                                                                                                                                                                                                                                                                                                                                                                                                                                                                                                                                                                                                                               
- Anché
- Brux
- Celle-Lévescault
- Chaunay
- Cloué
- Coulombiers
- Curzay-sur-Vonne
- Jazeneuil
- Lusignan (hoofdplaats)
- Romagne
- Rouillé
- Saint-Sauvant
- Sanxay
- Valence-en-Poitou
- Voulon